# Rugg Peak
Rugg Peak är en bergstopp i Antarktis. Den ligger i Västantarktis. Argentina, Chile och Storbritannien gör anspråk på området. Toppen på Rugg Peak är 1 250 meter över havet.
Terrängen runt Rugg Peak är varierad. Rugg Peak ligger uppe på en höjd som går i nord-sydlig riktning. Trakten är obefolkad. Det finns inga samhällen i närheten.